# Вішнувардхана Хойсала
Вішнувардхана (каннада ವಿಷ್ಣುವರ್ಧನ; д/н– 1152) — магараджа Держави Хойсалів в 1108—1152 роках.

## Життєпис
Другий син Ереянги. Протягом панування старшого брата Віра Балали I був намісником Хойсалської Гангаваді. Посів трон близько 1108 року після смерті останнього. 1110 року прийняв титул магараджи.
1116 року за допомоги Адігаймана, намісника Чоланської Гангаваді, завдав поразки військам Кулотунги Чола I, захопивши весь регіон Гангаваді. Близько 1117 року Вішнувардхана переміг правителів регіону Нілгірі — Ченгалвів, Конгалвів (оженився на Чандаладеві, представниці цієї династії), і Нідугал Чола, а також династії Ноламбів (магарадж Ноламбаваді), дві гілки Кадамба з Банавасі та Гоа, гілки Пандьїв з Уччангі, Алупів з Тулунаду та Сантарів з Хосагунди. Усі вони визнали зверхність Хойсалів та почали сплачувати данину. Завдяки цим перемогам Вішнувардхана прийняв титули талакадуґонда («Володар Талакаду») і ноламбавадіґонда («Володар Ноламба»).
1118—1120 роках спільно з Вікрамадітьєю VI, магараджахіраджею Західних Чалук'їв, завдав поразки раджакесарі Віккрамі Чола, дійшовши практично до Канчі. Переніс столицю до Дварасамудри.
За цим виступив проти Вікрамадітьї VI, перемігши того в битві біля Каннегалі, зайнявши стратегічну фортецю Ханагалі, розгромив ворожу армією на чолі із Боппанну в битві біля Халлурі і поширив свою владу на Банавасі і регіони Хумача. Близько 1122 року він досяг річки Крішна, де зазнав поразки від армії Західних Чалук'їв. В результаті вимушений був визнати зверхність останніх.
1127 року виступив проти нового магараджахіраджи Сомешвари III, захопивши до кінця панування останнього Ханагал, Уччангі та Банкапуру та пройшов на північ від річки Тунґабгадра до Лаккунді. 1131 року прийняв титул магараджахіраджа. Ймовірно замирився з наступним магараджахіраджею Західних Чалук'їв — Джагадекамаллою II, — оскільки на початку 1140-х років разом з ним з здійснив успішний похід проти Джаяварман I Парамара, магараджахіраджи Малави.
1145 року оголосив свого сина Нарасімху співволодарем. Помер Вішнувардхана близько 1152 року. Уся влада перейшла до Нарасімхи.

## Культурна діяльність
Активно підтримував науковців та літераторів. При його дворі працювали математик Раджадітья, поет Нагачандра (автор джайнської версії «Рамаяни» мовою каннада «Рамачандра чаріта пурана»). Активно підтримував в офіційних документах та в літературі застосування мови каннада.

### Будівництво
На ознаку самостійності та могутності розпочав широке будівництво — фундував храм Кеерті Нараяна в Талакаді, Ченнакешава у Белпурі, (присвячений богу Вішну, загалом будувався і перебудовувався 103 роки), Хойсалешвара у Дварасамудрі (присвячений богу Шиві, загалом будувався й добудовувався 86 років). Два останні храми є претендентами до об'єктів Світової спадщини ЮНЕСКО. Дружина Вішнувардхани — Шанталадеві (майстриня танцю бхаратанатьям) — фундувала храм Каппе Ченнігарая в Дварасамудрі.
При цьому в цей час формується своєрідний стиль скульптури Хойсалів, що перейняв якості як Карнатського дравідійського, так і арійського стилів.